# Il capitano (serie televisiva)
Il capitano è una serie televisiva italiana trasmessa su Rai 2 dal 2005 al 2007, diretta da Vittorio Sindoni, incentrata sulle vicende della Guardia di Finanza.

## Trama
La serie vede protagonista una squadra investigativa appartenente al reparto della Guardia di Finanza  S.C.I.C.O. di Roma. In realtà tali operazioni in ambito locale sono messe in atto dai vari G.I.C.O. avendo lo S.C.I.C.O. quasi esclusivamente funzioni di raccordo informativo tra i vari G.I.C.O.
Ambientato in Italia e all'estero, prende spunto da fatti realmente accaduti - concernenti il traffico d'armi e di droga, l'immigrazione clandestina e la criminalità organizzata - in cui sono stati realmente impegnati i militari del corpo di cui fa parte il protagonista.
Quest'ultimo, intenzionato a congedarsi dal corpo, ritorna sui suoi passi in seguito all'assassinio di un suo collega ed amico.
Nella seconda stagione il capitano Traversari sembra morire eroicamente dopo aver sventato un traffico di tritolo da parte della 'ndrangheta (ma farà ritorno, sotto copertura, nella puntata Operazione quarto uomo) e viene sostituito dal capitano Spada (Giampaolo Morelli).

## Personaggi e interpreti
- Capitano Giulio Traversari, interpretato da Alessandro Preziosi: è il comandante della squadra; inizialmente è l'amante di Barbara De Santis, ma poi riallaccia la sua vecchia relazione con Margherita (prima stagione e inizio e fine della seconda).
- Capitano Francesco Spada, interpretato da Giampaolo Morelli: sostituisce il capitano Traversari come comandante dopo l'apparente morte di quest'ultimo (seconda stagione).
- Tenente Giampaolo Carpi, interpretato da Giorgio Borghetti: è il vice comandante della squadra, sempre in conflitto coi vari membri di essa ma uomo onesto e rigoroso (prima stagione).
- Tenente Margherita Passanti, interpretata da Gabriella Pession: è una vecchia fiamma del capitano Traversari e fa parte della sua squadra. Riallaccia una relazione con lui; in seguito rimane incinta e dà le dimissioni dopo l'apparente morte di lui, trasferendosi (prima stagione e inizio e fine della seconda).
- Tenente Angela Pasotti, interpretata da Camilla Filippi: sostituisce il tenente Margherita Passanti dopo che lei dà le dimissioni (seconda stagione).
- Maresciallo Aiutante Thomas Simeoni, interpretato da Massimo Corvo: è un membro della squadra, talentuoso e simpatico e molto legato al capitano Traversari; all'inizio della seconda stagione viene promosso divenendo Maresciallo Aiutante Luogotenente.
- Luogotenente Filippo Monni, interpretato da Luigi Petrucci: è un membro della squadra particolarmente dotato per l'informatica.
- Maresciallo Capo Vincenzo Iannone, interpretato da Antonio Ianniello: è un membro della squadra esperto nell'utilizzo delle microspie; è innamorato, non corrisposto, di Margherita.
- Finanziere Alberto Magoni, Yari Gugliucci: è il "vice" di Monni (prima stagione).
- Finanziere Giuseppe "Peppino" Mazzoleni, interpretato da Peppino Mazzotta: è un nuovo membro della squadra (seconda stagione).
- Colonnello Danilo Fioravanti, interpretato da Giuliano Gemma: è il diretto superiore di Traversari prima e di Spada poi (oltre, ovviamente, che dell'intera squadra); è padre di Stefania.
- Barbara De Santis, interpretata da Selvaggia Quattrini: moglie di un ricco uomo d'affari, è l'amante di Traversari; dovrà interrompere la loro relazione quando suo marito subisce un attentato e rimane invalido. Si pentirà di questa scelta troppo tardi (prima stagione).
- Michela Carpi, interpretata da Eleonora Sergio: è la moglie del tenente Carpi (prima stagione).
- Stefania Fioravanti, interpretata da Chiara Conti: è la figlia del colonnello Fioravanti; sebbene già prossima al matrimonio, si innamora del capitano Spada (seconda stagione).

## Episodi
| Stagione         | Episodi | Prima TV |
| ---------------- | ------- | -------- |
| Prima stagione   | 6       | 2005     |
| Seconda stagione | 8       | 2007     |